# Sheraton Oran Hotel & Tower
L'Hôtel Oran Bay est un luxueux hôtel cinq étoiles à Oran en Algérie, géré par le Groupe Accor. L'hôtel comprend 321 chambres, 39 suites et 1 suite présidentielle. Il contient un centre de banquet avec 3 salles de bal, chacune mesurant 820 mètres carrés. L'hôtel est servi par Le Ciel d'Oran et El Andalus servant une cuisine espagnole et orientale, la brasserie Canastal et le bar Le pub qui sert une cuisine britannique.

## Galerie photo

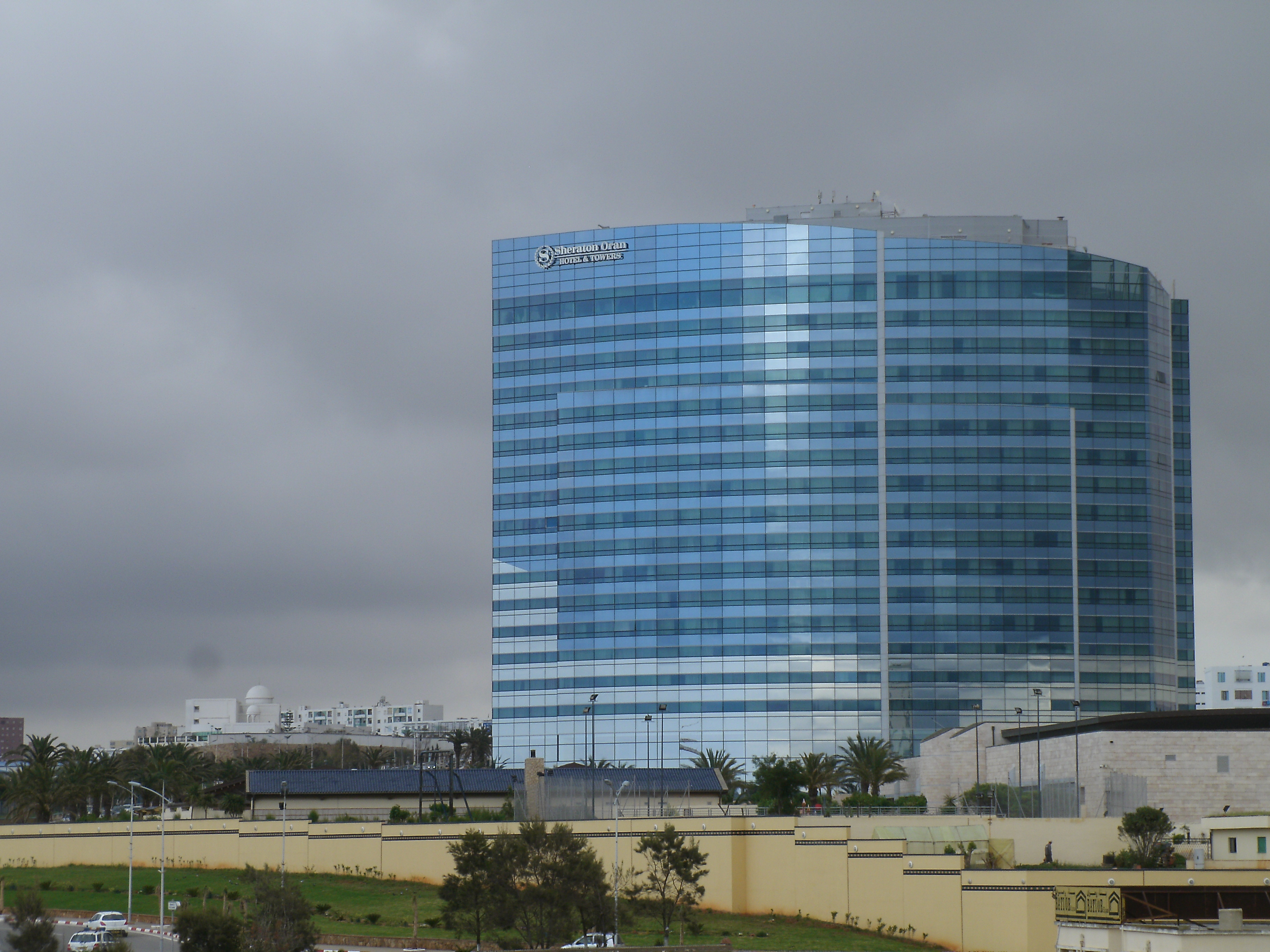
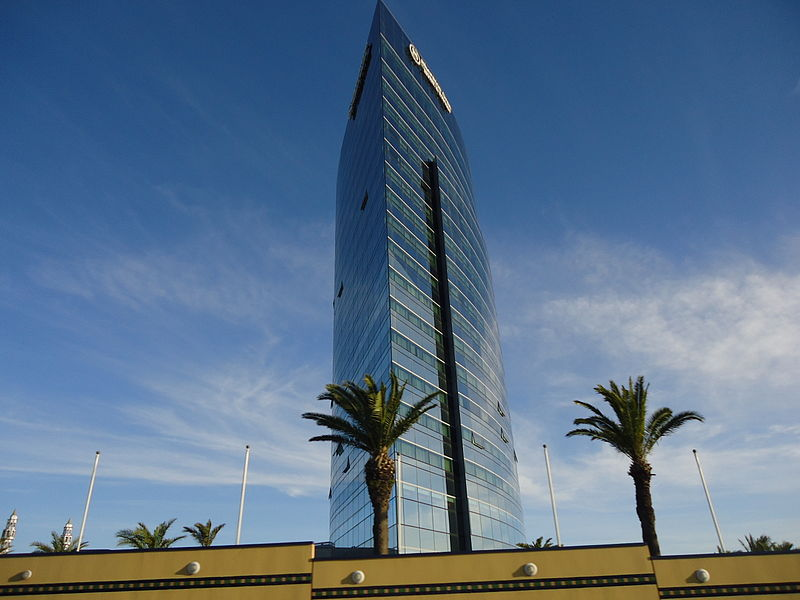